# О прошлой ночи
«О прошлой ночи» или «Что случилось прошлой ночью» (англ. About Last Night...) — эпизод 1212 (№ 179) сериала «Южный Парк». Его премьера состоялась 5 ноября 2008 года, спустя меньше одного дня после президентских выборов 2008 года, на которых победил Барак Обама. Включает в себя цитаты из обращений Обамы и Джона Маккейна, произнесённых ими после выборов. Эпизод пародирует фильмы об ограблениях, в частности «Одиннадцать друзей Оушена».

## Сюжет
После объявления результатов выборов жители Южного Парка собираются вместе, чтобы посмотреть обращения Барака Обамы и Джона Маккейна по национальному телевидению. Рэнди Марш и другие сторонники Обамы (включая Маршей и Брофловски) отмечают победу Обамы: пьют пиво на улицах, выкрикивают имя Обамы и лозунги его избирательной кампании, в то время как сторонники Маккейна (включая Стотчей, мистера Гаррисона, мистера Мэки и директрису Викторию) сидят в унынии дома у Стотчей и боятся, что наступил конец света. Айк, который также поддерживал Маккейна, пытается покончить с собой и выпрыгивает в окно первого этажа, выживает, но выглядит сильно травмированным. Стэн и Кайл пытаются отвезти его в больницу.
На тайной встрече Обама и Маккейн раскрывают, что оба являются членами элитной команды профессиональных воров, которые планируют украсть Алмаз Хоупа из Национального музея естественной истории. Для того чтобы заполучить его, они должны проникнуть в здание из-под земли, используя секретный тоннель, ведущий прямо из Овального кабинета в Белом доме. Оба кандидата участвовали в выборах только для того, чтобы один из них стал президентом и получил доступ к Овальному кабинету и тоннелю. Оба вели жёсткую избирательную кампанию, чтобы вся страна была как можно более отвлечена в следующие несколько часов после выборов, — это бы дало им время, необходимое для кражи. Сара Пэйлин тоже участвует в замысле, как и Мишель Обама; Пэйлин оказывается красноречивой и умной британкой, а Мишель лишь притворяется женой Обамы, чтобы одурачить СМИ.
Обама убеждает Секретную службу пустить его в Овальный кабинет, заявив, что хочет осмотреть его и сделать ремонт до инаугурации. Маккейн и остальные, переодетые строителями, располагаются снаружи музея, чтобы прикрыть шум взрыва. Обама находит вход в тоннель и проходит по нему до музея, но когда он проникает внутрь, то обнаруживает, что система безопасности была обновлена. Вернувшись в Овальный кабинет, он сообщает Мишель о сложившемся затруднении, в ответ она упоминает, что ненавидит притворяться его женой. Мишель взламывает новую систему, Обама впускает всю команду внутрь, Пэйлин получает алмаз, и они скрываются.
Стэн и Кайл ищут в празднующей толпе кого-нибудь, кто может отвезти Айка в госпиталь. Безуспешно. Рэнди, истово верящий, что с победой Обамы его финансовое положение в безопасности, оскорбляет и избивает своего начальника (который тоже поддерживает Обаму). Потом отмечающие переворачивают полицейскую машину офицера Барбреди, когда он пытается восстановить порядок. Картман пользуется воцарившимся хаосом и решает заняться мародерством — крадёт телевизоры и пытается продать их.
Стэн и Кайл по пути в больницу видят Стотчей, укрепляющихся с несколькими сторонниками Маккейна в бункере из-за того, что победа Обамы по их мнению принесёт конец цивилизации. Просьба мальчиков помочь приводит к потасовке среди взрослых, и они отправляются в госпиталь пешком. Помещения скорой помощи заполнены пациентами, которые либо перепили, либо попытались покончить с собой, в зависимости от того, какого кандидата они поддерживали. Рэнди тоже среди них, пытается продолжить вечеринку, перепевая популярные песни с выкриками «Обама!». Айка укладывают в кровать, но вскоре он встаёт, чтобы продолжить последнюю часть плана воров. Оказывается, он лишь изобразил свою травму, чтобы попасть в больницу. Айк радиосигналом приводит в действие бомбу, которая взрывает стоящий неподалёку самолёт, содержащий на борту манекены Обамы, Маккейна и Пэйлин, после чего изменяет медицинские записи таким образом, будто все участники плана погибли.
Перед тем, как группа воров садится на самолёт, чтобы покинуть страну, Обама объявляет, что он не летит с ними: он хочет остаться и попробовать быть настоящим президентом. Он спрашивает Мишель и «их» двух дочерей (на самом деле дочери только её), не хотят ли они остаться с ним и жить в Белом доме, и она принимает его предложение, а остальные улетают.
Как только празднования в Южном Парке притихают, Стотчи выбираются из убежища и видят, что общество не разрушилось; они признаются себе, что возможно они слишком остро восприняли итоги выборов. Рэнди просыпается у себя дома в ужасном похмелье, без штанов и телевизора и узнаёт от Стэна, что он уволен с работы за оскорбление и избиение своего начальника прошлой ночью. Вспоминая, что Обама обещал «изменения» (это было одним из лозунгов его избирательной кампании), он кричит: «Этот сукин сын врал нам! Если бы я знал, проголосовал бы за Маккейна!».

## Пародии
- Клуб умелых мошенников, в который входят Обама и МакКейн, — прямая отсылка к фильму «11 друзей Оушена».

## Факты
- В соответствии с интервью с Мэттом Стоуном и Треем Паркером, это была единственная версия данного эпизода, так как версия на случай победы Маккейна была «слишком унылой задачей». Паркер был вдохновлён на этот эпизод сценой из сериала «Гриффины» (эпизод «Дорога в Германию»), которая показывает Стьюи Гриффина, одетого как Адольф Гитлер со значком Маккейн-Пейлин. Слишком острая реакция сторонников Обамы и Маккейна также повлияла на содержание эпизода.[2] Эпизод был закончен утром того дня, когда он был показан. Сценарий ограбления был выбран потому, что он был нейтрален к тому, кто выиграл выборы. Сцены, показывающие победу Обамы и поздравительные речи, были заполнены шаблонами, которые были заменены после выборов, однако Стоун выразил восхищение тем, насколько точно эти шаблоны соответствовали реальным обращениям.
- Идея попадания в музей через подземный ход позаимствована у фильма «Замочить старушку».
- В эпизоде не появляется Кенни.